# Marcelo Galvão
Marcelo Silva Galvão (Rio de Janeiro, 11 dicembre 1973) è un regista, sceneggiatore e produttore cinematografico brasiliano.

## Biografia
Si laurea in Pubblicità e Propaganda alla Fondazione Armando Alvares Penteado di San Paolo e inizia la sua carriera come copywriter negli anni del college. Nel 1999 si è trasferito a New York dove studia alla New York Film Academy, diventando regista e sceneggiatore. Al suo ritorno in Brasile ha lavorato con registi e produttori come Espiral, TV Zero, Movie Art, Republica, Ioiô e O2.
Nel 2001 ha creato la casa di produzione Gatacine con sede a San Paolo con cui ha prodotto vari lungometraggi.

## Filmografia (parziale)
- Quarta B (2005)
- Lado B: Como Fazer um Longa Sem Grana no Brasil (2007)
- Bellini e o Demônio (2008)
- La Riña (2009)
- Colegas (2011)
- A Despedida (2014)

## Premi e riconoscimenti
- 2014 - Festival Internacional de Cine de Las Tres Fronteras
  - Vinto - Miglior regista[1].
- 2014 - Festival de Gramado
  - Vinto - Miglior regista[2].
- 2015 - Los Angeles Brazilian Film Festival
  - Vinto - Miglior film.
- 2016 - Louisville's International Festival of Film
  - Vinto - Lungometraggio.